# Pseudotorymus vittiger
Pseudotorymus vittiger is een vliesvleugelig insect uit de familie Torymidae. De wetenschappelijke naam is voor het eerst geldig gepubliceerd in 1923 door Ruschka.